# Місцеві вибори в Одесі 2020
Місцеві вибори в Одесі 2020 — чергові вибори Одеського міського голови та вибори депутатів Одеської міськради, що відбулися 25 жовтня 2020 року.

## Вибори до міської ради
Вибори міської ради відбудуться за пропорційною системою. Для проходження до ради партія повинна набрати не менше 5 % голосів. Міського голову обиратимуть абсолютною більшістю: якщо жоден кандидат не набере 50 %+1 голосів, буде призначено другий тур, до якого вийдуть два кандидати з найбільшою кількістю голосів.
На виборах до Одеської міськради брали участь такі партії:
- Довіряй Ділам, керівник Геннадій Труханов
- ОПЗЖ
- Слуга народу
- Європейська солідарність
- Українська морська партія, керівник Сергій Ківалов

## Вибори мера
На посаду міського голови міста балотувались п'ятеро кандидатів:
- Геннадій Труханов — на момент виборів, поточний міський голова з 2014 року, балотується від партії «Довіряй Ділам».
- Олег Філімонов — кандидат від провладної партії «Слуга народу», комік, актор, колишній гравець російського КВН.
- Наталія Делієва — кандидатка в мери від партії Голос, дружина Льва Делієва, брата Георгія Делієва, звукорежисера і актора «Маски шоу».
- Обухов Петро Генадійович — кандидат від партії «Європейська солідарність».
- Едуард Гурвіц — кандидат від партії «Блок Едуарда Гурвіца», що був мером двічі — у 1994—1998 і 2005—2010 роках.
- Микола Скорик — кандидат від партії ОПЗЖ[2]
- Сергій Ківалов — керівник Одеської юридичної академії, висуванець від власної партії Українська морська партія, народний депутат 6 скликань, 2004 року був скандальним головою ЦВК під час виборів президента[3].
- Альберт Байжанов — пенсіонер, партія «За права людини»
- Максим Болдін — директор юрфірми, партія «Перемога Пальчевського»
- Сергій Варламов — Активіст, партія «Національний корпус»
- «Дарт Миколайович Вейдер» — партія «Блоку Дарта Вейдера», оператор ГО «Мото хелс»
- Станіслав Домбровський — блогер і поет
- Моріс Ібрагім  — учасник руху «Куликове поле»
- Сергій Калінчук — лікар, викладач і підприємець, партія «За майбутнє»
- Михайло Кузаконь — підприємець, активіст
- Олег Михайлик — активіст, керівник одеського відділку «Офісу простих рішень і результатів»
- Юрій Печерський — представник Торгово-промислової палати України в Швейцарії і Ліхтенштейні, бізнесмен
- Георгій Селянин — екс-депутат Одеської міськради кількох скликань, ВО Батьківщина
- Вікторія Стоянова — підприємець, голова ГО «Громадський нагляд Молодь плюс»
- Марія Труніна — безробітна
- Євген Червоненко — ексміністр транспорту і зв'язку, бізнесмен, партія «Наш край»
- Геннадій Чижов — партія Сила і честь
- Ігор Щербіна — безробітний

## Результати

### Міський голова
В червні 2020-го соціологічна група «Рейтинг» проводила опитування одеситів щодо виборів мера. На першому місці рейтингу був чинний мер Геннадій Труханов, на другому — Міхеіл Саакашвілі, на третьому — Сергій Ківалов.
До другого туру виборів мера вийшли чинний мер Геннадій Труханов (колишній член Партії регіонів) і народний депутат Микола Скорик (ОПЗЖ, колишній член Партії регіонів). В результаті другого туру, втретє мером Одеси було обрано Геннадія Труханова.
Перший тур
| Кандидат                                  | %       | Голосів |
| ----------------------------------------- | ------- | ------- |
| 1. Геннадій Труханов («Довіряй Ділам»)    | 37,54 % | 77 518  |
| 2. Микола Скорик («ОПЗЖ»)                 | 19,06 % | 39 351  |
| 3. Петро Обухов («ЄС»)                    | 11,26 % | 23 257  |
| 4. Олег Філімонов («Слуга народу»)        | 9,87 %  | 20 388  |
| 5. Сергій Ківалов («Морська партія»)      | 6,06 %  | 12 516  |
| 6. Євген Червоненко («Наш край»)          | 3,69 %  | 7 614   |
| 7. Сергій Калинчук («За майбутнє»)        | 2,93 %  | 6 049   |
| 8. Едуард Гурвіц («Блок Едуарда Гурвіца») | 2,34 %  | 4 832   |

Другий тур
| Кандидат                            | %       | Голосів |
| ----------------------------------- | ------- | ------- |
| Геннадій Труханов («Довіряй Ділам») | 54,28 % | 93 921  |
| Микола Скорик («ОПЗЖ»)              | 42,17 % | 72 974  |

### Міська рада
| Місце | Партія                          | % голосів | Кількість голосів | Усього місць |
| ----- | ------------------------------- | --------- | ----------------- | ------------ |
| 1     | Довіряй ділам                   | 31,25 %   | 51 367            | 20 / 64      |
| 2     | Опозиційна платформа — За життя | 28,13 %   | 46 406            | 18 / 64      |
| 3     | Слуга народу                    | 15,63 %   | 24 435            | 10 / 64      |
| 4     | Європейська Солідарність        | 15,63 %   | 23 274            | 10 / 64      |
| 5     | Партія Шарія                    | 9,38 %    | 13 372            | 6 / 64       |